# Landkreis Würzburg
Landkreis Würzburg is een Landkreis in de Duitse deelstaat Beieren. De Landkreis telt 162.697 inwoners (31 december 2020) op een oppervlakte van 967,56 km². Het bestuur zetelt in de stad Würzburg, die als kreisfreie Stadt zelf geen deel uitmaakt van de Landkreis.

## Indeling
De Landkreis is samengesteld uit 52 gemeenten, daarvan hebben er 4 de status van stad en 15 zijn Märkte. Drie gebieden, alle drie onbewoond, zijn niet gemeentelijk ingedeeld.
Steden
1. Aub
2. Eibelstadt
3. Ochsenfurt
4. Röttingen

Märkte
1. Bütthard
2. Eisenheim
3. Frickenhausen am Main
4. Gelchsheim
5. Giebelstadt
6. Helmstadt
7. Höchberg
8. Neubrunn
9. Randersacker
10. Reichenberg
11. Remlingen
12. Rimpar
13. Sommerhausen
14. Winterhausen
15. Zell am Main

Overige gemeenten
1. Altertheim
2. Bergtheim
3. Bieberehren
4. Eisingen
5. Erlabrunn
6. Estenfeld
7. Gaukönigshofen
8. Gerbrunn
9. Geroldshausen
10. Greußenheim
11. Güntersleben
12. Hausen bei Würzburg
13. Hettstadt
14. Holzkirchen
15. Kirchheim
16. Kist
17. Kleinrinderfeld
18. Kürnach
19. Leinach
20. Margetshöchheim
21. Oberpleichfeld
22. Prosselsheim
23. Riedenheim
24. Rottendorf
25. Sonderhofen
26. Tauberrettersheim
27. Theilheim
28. Thüngersheim
29. Uettingen
30. Unterpleichfeld
31. Veitshöchheim
32. Waldbrunn
33. Waldbüttelbrunn

Niet gemeentelijk ingedeeld
1. Gramschatzer Wald (22,27 km²)
2. Guttenberger Wald (18,07 km²)
3. Irtenberger Wald (14,82 km²)

Aichach-Friedberg · Altötting · Amberg · Amberg-Sulzbach · Ansbach (stad) · Landkreis Ansbach · Aschaffenburg (stad) · Landkreis Aschaffenburg · Augsburg (stad) · Landkreis Augsburg · Bad Kissingen · Bad Tölz-Wolfratshausen · Bamberg (stad) · Landkreis Bamberg · Bayreuth (stad) · Landkreis Bayreuth · Berchtesgadener Land · Cham · Coburg (stad) · Landkreis Coburg · Dachau · Deggendorf · Dillingen an der Donau · Dingolfing Landau · Donau-Ries · Ebersberg · Eichstätt · Erding · Erlangen · Erlangen-Höchstadt · Forchheim · Freising · Feyung-Grafenau · Fürstenfeldbruck · Fürth (stad) · Landkreis Fürth · Garmisch-Partenkirchen · Günzburg · Haßberge · Hof (stad) · Landkreis Hof · Ingolstadt · Kaufbeuren · Kelheim · Kempten im Allgäu · Kitzingen · Kronach · Kulmbach · Landsberg am Lech · Landshut (stad) · Landkreis Landshut · Lichtenfels · Lindau · Main-Spessart · Memmingen · Miesbach · Miltenberg · Mühldorf am Inn · München · Landkreis München · Neuburg-Schrobenhausen · Neumarkt in der Oberpfalz · Neurenberg · Neustadt an der Aisch-Bad Windsheim · Neustadt an der Waldnaab · Neu-Ulm · Nürnberger Land · Oberallgäu · Ostallgäu · Passau (stad) · Landkreis Passau · Pfaffenhofen an der Ilm · Regen · Regensburg (stad) · Landkreis Regensburg · Rhön-Grabfeld · Rosenheim (stad) · Landkreis Rosenheim · Roth · Rottal-Inn · Schwabach · Schwandorf · Schweinfurt (stad) · Landkreis Schweinfurt · Starnberg · Straubing · Straubing-Bogen · Tirschenreuth · Traunstein · Unterallgäu · Weiden in der Oberpfalz · Weilheim-Schongau · Weißenburg-Gunzenhausen · Wunsiedel im Fichtelgebirge · Würzburg (stad) · Landkreis Würzburg
Altertheim ·
Aub ·
Bergtheim ·
Bieberehren ·
Bütthard ·
Eibelstadt ·
Eisenheim ·
Eisingen ·
Erlabrunn ·
Estenfeld ·
Frickenhausen a.Main ·
Gaukönigshofen ·
Gelchsheim ·
Gerbrunn ·
Geroldshausen ·
Giebelstadt ·
Greußenheim ·
Güntersleben ·
Hausen b.Würzburg ·
Helmstadt ·
Hettstadt ·
Höchberg ·
Holzkirchen ·
Kirchheim ·
Kist (Beieren) ·
Kleinrinderfeld ·
Kürnach ·
Leinach ·
Margetshöchheim ·
Neubrunn ·
Oberpleichfeld ·
Ochsenfurt ·
Prosselsheim ·
Randersacker ·
Reichenberg ·
Remlingen ·
Riedenheim ·
Rimpar ·
Rottendorf ·
Röttingen ·
Sommerhausen ·
Sonderhofen ·
Theilheim ·
Tauberrettersheim ·
Thüngersheim ·
Uettingen ·
Unterpleichfeld ·
Veitshöchheim ·
Waldbrunn ·
Waldbüttelbrunn ·
Winterhausen ·
Zell a.Main